# Meteorus fastidiosus
Meteorus fastidiosus är en stekelart som beskrevs av De Saeger 1946. Meteorus fastidiosus ingår i släktet Meteorus och familjen bracksteklar. Inga underarter finns listade i Catalogue of Life.